# Pare-buffle

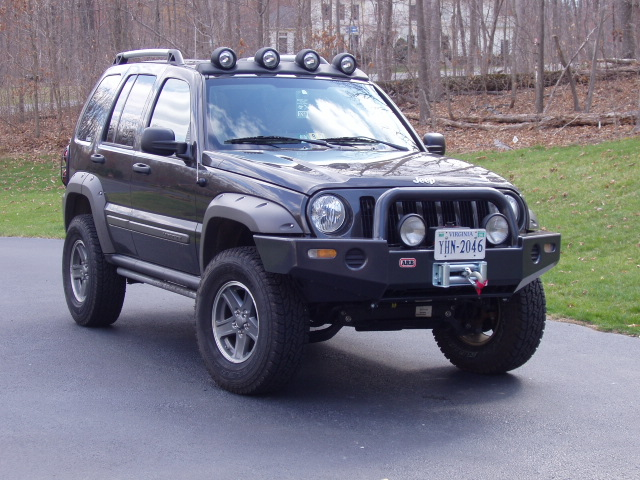
Véhicule de la marque Jeep équipé d'un pare-buffle.

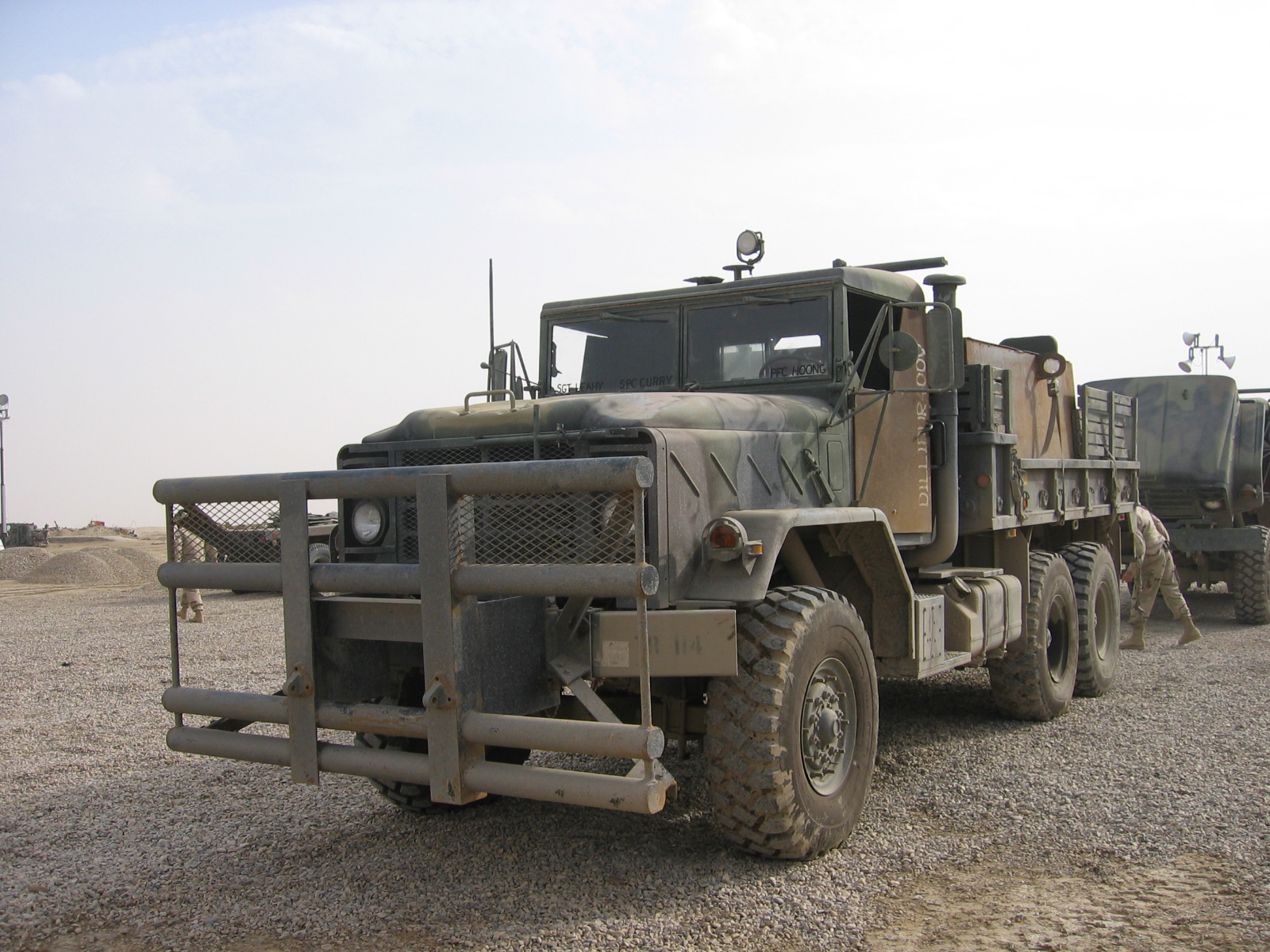
Véhicule de l'armée américaine équipé d'un élément de sécurité pouvant s'apparenter à un « pare-buffle ».

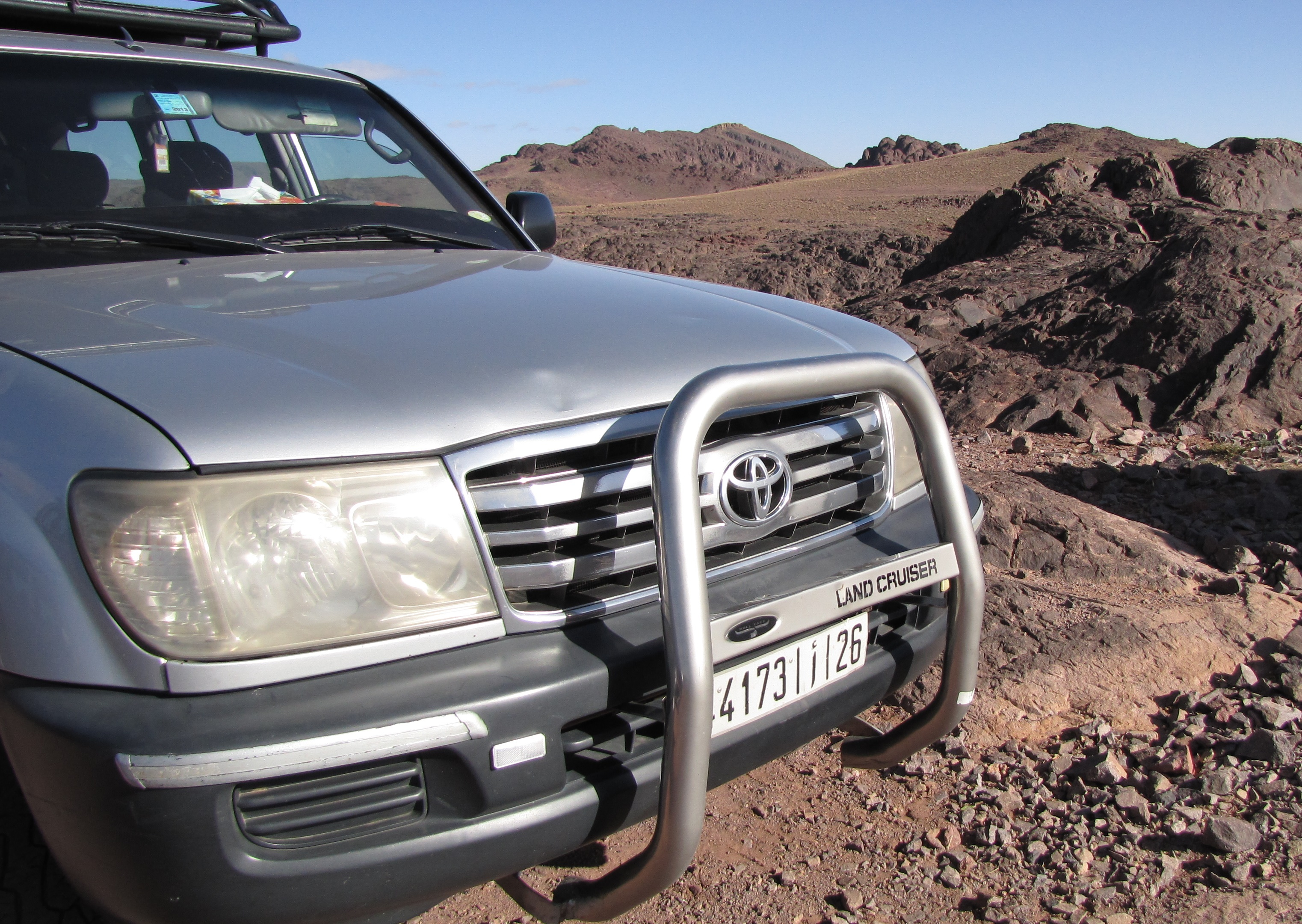
Pare-buffle d'une Toyota Land Cruiser.

Un pare-buffle est une protection faite en tubes d'acier, d'aluminium, ou encore en matériaux composites, reliée au châssis d'une automobile ou d'un camion, et passant devant le pare-chocs avant et la calandre. Cet élément sert à l'origine à protéger le véhicule, notamment le radiateur, et ses occupants d'un choc contre un animal sauvage de grande taille. 

## Utilisation
Le pare-buffle est principalement utilisé dans des régions caractérisées par leur nature sauvage comme on en rencontre notamment sur le continent africain, en Australie, et dans certaines régions du continent américain.

## Controverse
Cet accessoire est aussi utilisé sur certains véhicules tout-terrain et SUV vendus dans les milieux urbains, comme élément décoratif, voire de tuning. Cette utilisation crée d'ailleurs la polémique, dans la mesure où un pare-buffle, conçu pour résister à un choc contre un animal de grande taille, constitue une menace pour les usagers faibles (piétons et cyclistes notamment), voire pour les autres véhicules, en cas d'accident. Se pose aussi le problème du fonctionnement du coussin gonflable de sécurité avec cet élément, qui perturbe l'absorption des chocs[réf. nécessaire]. L'Union européenne a ainsi pris un accord avec les constructeurs automobiles pour interdire la pose de pare-buffles sur les véhicules de série vendus dans l'Union à partir de l'année 2002, avant d'interdire la vente de pare-buffles rigides en accessoire, n'autorisant que les pare-buffles conçus pour absorber les chocs.